# Campeonato Mundial de Atletismo em Pista Coberta de 2022 - 400 m masculino
A prova dos 400 metros masculino do Campeonato Mundial de Atletismo em Pista Coberta de 2022 ocorreu entre os dias  18 e 19 de março na Belgrade Arena, em Belgrado, na Sérvia.

## Recordes
Antes desta competição, os recordes mundiais e do campeonato nesta prova eram os seguintes:
|                       | Nome           | Nacionalidade  | Tempo  | Local           | Data                |
| --------------------- | -------------- | -------------- | ------ | --------------- | ------------------- |
| Recorde mundial       | Michael Norman | Estados Unidos | 44s 52 | College Station | 10 de março de 2018 |
| Recorde do campeonato | Nery Brenes    | Costa Rica     | 45s 11 | Istambul        | 10 de março de 2012 |

Os seguintes recordes foram estabelecidos durante esta competição:
| Data        | Evento | Atleta          | Nacionalidade     | Tempo  | Notas                 |
| ----------- | ------ | --------------- | ----------------- | ------ | --------------------- |
| 19 de março | Final  | Jereem Richards | Trinidad e Tobago | 45s 00 | Recorde do campeonato |

## Medalhistas
| Ouro                  | Prata                | Bronze                |
| Jereem Richards (TTO) | Trevor Bassitt (USA) | Carl Bengtström (SWE) |

## Cronograma
Todos os horários são locais (UTC+1).
| Data        | Hora  | Evento    |
| ----------- | ----- | --------- |
| 18 de março | 11:00 | Bateria   |
| 18 de março | 19:15 | Semifinal |
| 19 de março | 20:15 | Final     |

## Resultados

### Bateria
Qualificação: 2 atletas de cada bateria (Q) mais os 2 melhores qualificados (q).  
| Posição | Bateria | Raia | Atleta                    | Nacionalidade            | Tempo | Notas                |
| ------- | ------- | ---- | ------------------------- | ------------------------ | ----- | -------------------- |
| 1       | 1       | 6    | Julien Watrin             | Bélgica                  | 45.88 | Q,                   |
| 2       | 5       | 6    | Carl Bengtström           | Suécia                   | 46.45 | Q                    |
| 3       | 1       | 5    | Trevor Bassitt            | Estados Unidos           | 46.47 | Q                    |
| 4       | 5       | 4    | Christopher Taylor        | Jamaica                  | 46.48 | Q                    |
| 5       | 5       | 5    | Bruno Hortelano           | Espanha                  | 46.49 | q                    |
| 6       | 3       | 5    | Patrik Šorm               | Chéquia                  | 46.49 | Q                    |
| 7       | 3       | 6    | Benjamin Lobo Vedel       | Dinamarca                | 46.58 | Q                    |
| 8       | 4       | 5    | Marqueze Washington       | Estados Unidos           | 46.66 | Q                    |
| 9       | 2       | 5    | Jereem Richards           | Trinidad e Tobago        | 46.69 | Q                    |
| 10      | 2       | 4    | Mikhail Litvin            | Cazaquistão              | 46.72 | Q                    |
| 11      | 1       | 3    | Kajetan Duszyński         | Polónia                  | 46.75 | q                    |
| 12      | 3       | 4    | Patrick Schneider         | Alemanha                 | 46.76 |                      |
| 13      | 3       | 3    | Tom Willems               | Austrália                | 46.77 |                      |
| 14      | 4       | 4    | Boško Kijanović           | Sérvia                   | 46.88 | Q                    |
| 15      | 2       | 3    | Zakithi Nene              | África do Sul            | 46.92 |                      |
| 16      | 5       | 3    | Håvard Bentdal Ingvaldsen | Noruega                  | 46.95 |                      |
| 17      | 1       | 4    | Isayah Boers              | Países Baixos            | 47.07 |                      |
| 18      | 4       | 3    | Pavel Maslák              | Chéquia                  | 47.31 |                      |
| 19      | 1       | 2    | Mazen Al-Yassin           | Arábia Saudita           | 47.65 |                      |
| 20      | 2       | 6    | Manuel Guijarro           | Espanha                  | 47.74 |                      |
| 21      | 4       | 2    | Jovan Stojoski            | Macedônia do Norte       | 47.80 |                      |
| 22      | 2       | 2    | Pau Blasi                 | Andorra                  | 49.82 |                      |
| 23      | 3       | 2    | Quentin Petit             | Comores                  | 51.55 | Recorde da temporada |
| 24      | 5       | 2    | Malique Smith             | Ilhas Virgens Americanas | 51.98 | Recorde da temporada |
| 25      | 4       | 6    | Lucas Carvalho            | Brasil                   | DSQ   | TR17.4.3             |

### Semifinal
Qualificação: classificaram-se os 3 melhores de cada bateria (Q).
| Posição | Bateria | Raia | Atleta              | Nacionalidade     | Tempo | Notas |
| ------- | ------- | ---- | ------------------- | ----------------- | ----- | ----- |
| 1       | 2       | 6    | Carl Bengtström     | Suécia            | 45.92 | Q     |
| 2       | 1       | 4    | Jereem Richards     | Trinidad e Tobago | 46.15 | Q     |
| 3       | 2       | 4    | Trevor Bassitt      | Estados Unidos    | 46.26 | Q     |
| 4       | 1       | 3    | Benjamin Lobo Vedel | Dinamarca         | 46.30 | Q     |
| 5       | 1       | 5    | Marqueze Washington | Estados Unidos    | 46.36 | Q     |
| 6       | 1       | 6    | Julien Watrin       | Bélgica           | 46.54 |       |
| 7       | 2       | 5    | Patrik Šorm         | Chéquia           | 46.55 | Q     |
| 8       | 2       | 1    | Bruno Hortelano     | Espanha           | 46.76 |       |
| 9       | 1       | 2    | Mikhail Litvin      | Cazaquistão       | 46.89 |       |
| 10      | 2       | 2    | Boško Kijanović     | Sérvia            | 46.97 |       |
| 11      | 1       | 1    | Kajetan Duszyński   | Polónia           | 47.21 |       |
| 12      | 2       | 3    | Christopher Taylor  | Jamaica           | DNF   |       |

### Final
A final ocorreu dia 19 de março às20:15. 
| Posição           | Raia | Atleta              | Nacionalidade     | Tempo | Notas                                    |
| ----------------- | ---- | ------------------- | ----------------- | ----- | ---------------------------------------- |
| Medalha de ouro   | 6    | Jereem Richards     | Trinidad e Tobago | 45.00 | Recorde do campeonato · Recorde nacional |
| Medalha de prata  | 4    | Trevor Bassitt      | Estados Unidos    | 45.05 | Recorde pessoal                          |
| Medalha de bronze | 5    | Carl Bengtström     | Suécia            | 45.33 | Recorde nacional                         |
| 4                 | 3    | Benjamin Lobo Vedel | Dinamarca         | 45.67 | Recorde nacional                         |
| 5                 | 2    | Patrik Šorm         | Chéquia           | 46.81 |                                          |
| 6                 | 1    | Marqueze Washington | Estados Unidos    | 46.85 |                                          |

Legenda
| Recorde mundial       | Recorde mundial (World record)               |                       | Recorde africano                      | Recorde africano (African) |                                           | Q | Classificado por posição (Qualified) |
| Recorde do campeonato | Recorde do campeonato (Championship record)  | Recorde da América    | Recorde da América (Americas)         | q                          | Classificado por melhor tempo (Qualified) |   |                                      |
| Melhor marca do ano   | Melhor marca do ano (World leading)          | Recorde asiático      | Recorde asiático (Asian)              | DNS                        | Não largou (Did not start)                |   |                                      |
| Recorde nacional      | Recorde nacional (National record)           | Recorde europeu       | Recorde europeu (European)            | DNF                        | Não terminou (Did not finish)             |   |                                      |
| Recorde pessoal       | Recorde pessoal do atleta (Personal best)    | Recorde da Oceania    | Recorde da Oceania (Oceania)          | DSQ / DQ                   | Desclassificado (Disqualified)            |   |                                      |
| Recorde da temporada  | Recorde da temporada do atleta (Season best) | Recorde sul-americano | Recorde sul-americano (South America) | NM                         | Sem marca (No mark)                       |   |                                      |